# Følle Strand
Følle Strand er et sommerhusområde med bystatus ved Kalø Vig sydvest for Røndes bydel Følle. Det ligger i Bregnet Sogn, Syddjurs Kommune og har 223 indbyggere  (2024).